# Alex Van Halen
Alexander Arthur Van Halen (Amsterdam, 8 mei 1953) is een Nederlands-Amerikaans drummer, bekend geworden door de band Van Halen. 
Van Halen werd geboren op de Michelangelostraat 39hs in Amsterdam-Zuid en was de oudste zoon van saxofonist en klarinettist Jan van Halen, die tot 1962 in de Luchtmachtkapel speelde. In 1955 verhuisde het gezin naar Nijmegen waar de Luchtmacht Instructie en Militaire Opleidingen School (LIMOS) zich bevond. Ze woonden in deze periode in de wijk Heseveld op de Rozemarijnstraat 59. Zijn moeder Eugenie van Beers was een Indisch-Nederlandse van Javaanse afkomst. Ze verhuisden in 1962 naar de Amerikaanse stad Pasadena in Californië, omdat zijn moeder zich in Nederland een tweederangsburger voelde. Alex en zijn jongere broer Eddie leerden als kind pianospelen en traden ook al regelmatig op.
Het pianospelen beviel de broers niet en onder invloed van de populariteit van rock-'n-rollmuziek leerde Alex gitaar spelen en Eddie drums. Al snel bleek dat Alex meer talent had voor drums dan Eddie en Eddie meer talent voor gitaar had dan Alex. Ze wisselden van instrument en richtten in 1974 de band Van Halen op. De band werd ontdekt in 1977 door Gene Simmons. Ze scoorden hits als Runnin' with the devil, Ain't Talkin' 'bout Love en Jump.
Op de in 2019 door het tijdschrift Rolling Stone gepubliceerde ranglijst van 100 beste drummers in de geschiedenis van de popmuziek kreeg Alex Van Halen de 51e plaats toegekend. 
- Biblioteca Nacional de España: XX963564
- Bibliothèque nationale de France: cb14026523m (data)
- Gemeinsame Normdatei: 1314043161
- International Standard Name Identifier: 0000 0001 1680 2444
- Library of Congress Control Number: n84088362
- MusicBrainz: e90678bc-3c05-477a-b171-dd349f320d55
- Nationale Bibliotheek van Tsjechië: jo2004249919
- Virtual International Authority File: 84167727
- WorldCat: E39PBJvmMG6fqtcyKrVYyH63Qq